# Poezja epoki Tang

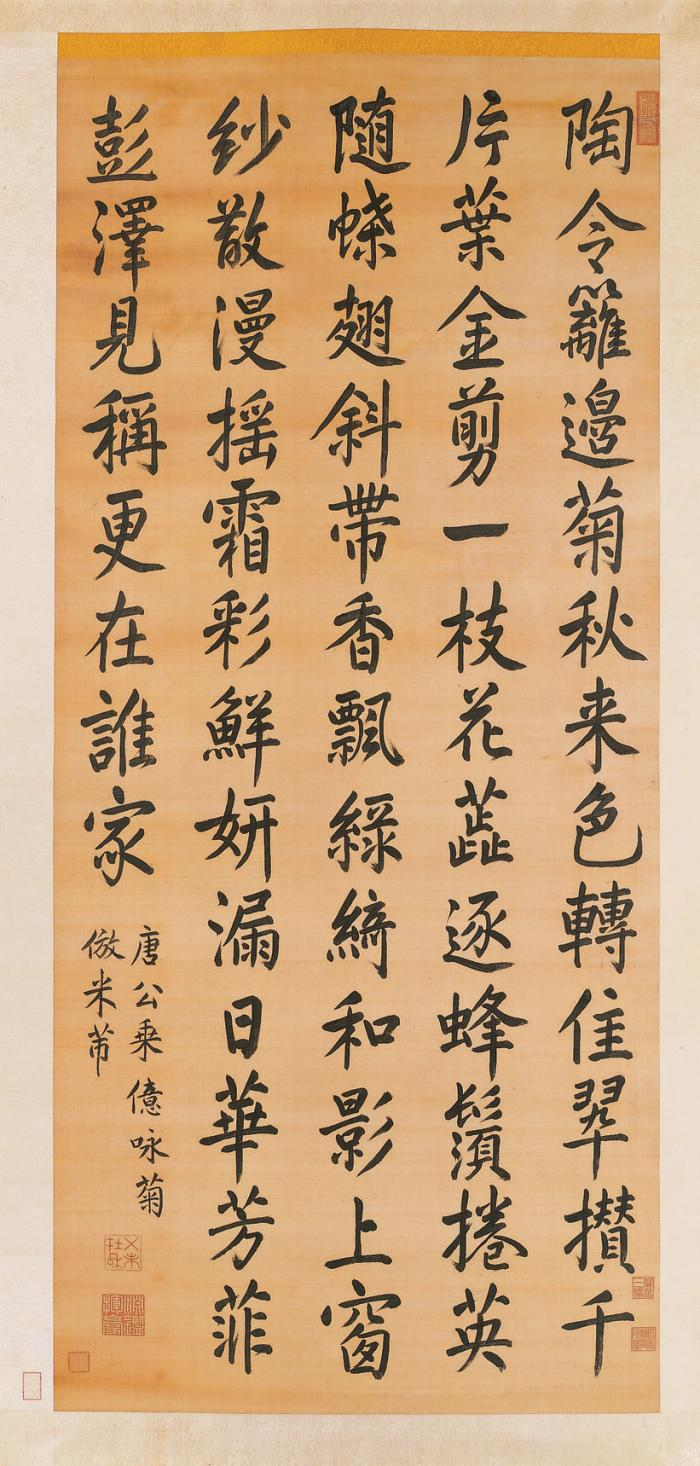
Wiersz z epoki Tang w XVIII-wiecznej kaligrafii, autorstwa cesarza Kangxi

Poezja epoki Tang, poezja okresu Tang (chiń. upr. 唐诗; chiń. trad. 唐詩; pinyin Táng shī) - zbiorcze określenie utworów poetyckich powstałych w okresie dynastii Tang (618–907 n.e.) odznaczających się charakterystycznym, bardzo cenionym stylem. Zbiór Quantangshi sporządzony za rządów cesarza Kangxi z dynastii Qing obejmuje prawie 50 tysięcy wierszy napisanych przez ponad 2200 autorów. Najsławniejszymi poetami tego okresu są Li Bai (李白), Wang Wei (王維) oraz Du Fu (杜甫).